# Temporada 1960 de la AFL
La Temporada 1960 de la AFL fue la temporada inaugural de la AFL. Consistía en 8 franquicias divididas en dos divisiones: División de Este (Buffalo Bills, Houston Oilers, New York Titans, Boston Patriots) y la División Oeste (Los Angeles Chargers, Denver Broncos, Dallas Texans, Oakland Raiders).
La temporada finalizó cuando los Houston Oilers vencieron a Los Angeles Chargers 24-16 en la primera edición del juego de campeonato de la AFL.

## Carrera Divisional
La AFL tenía 8 equipos, agrupados en dos divisiones. Cada equipo jugaba un partido en casa de ida y vuelta contra los otros 7 equipos en la liga para un total de 14 partidos, y el mejor equipo de la División Este jugaría contra el mejor de la División Oeste por el juego de campeonato. Si hubo un empate en la clasificación, se llevarìa a cabo una segunda fase para determinar el ganador de la división.
Los Denver Broncos, que no tendrían una temporada ganadora hasta el año 1973 (7-5-2), fueron los líderes de la División Oeste hasta mitad de 1960. Ellos ganaron el primer juego de la AFL, que se jugó la noche del viernes 9 de septiembre de 1960, superando a los Boston Patriots 13-10. Los Patriots anotaron los primeros puntos de la AFL con un gol de campo de 35 yardas de Gino Cappelletti. Otros resultados en la primera semana fueron la victoria de Los Angeles Chargers 21-20 sobre los Dallas Texans, Houston Oilers sobre los Oakland Raiders por 37-22, y la victoria de los Nueva York Titans 27-3 sobre los Buffalo Bills. En el juego de los Raiders, J. D. Smith atrapó un pase de Tom Flores para anotar la primera conversión de dos puntos en la historia del fútbol profesional.
En la semana 8 (30 de octubre), Denver perdió de visita frente a los Texans 17-14, y no volvió a ganar ninguno de sus últimos ocho partidos, terminando con el peor récord de la AFL (4-9-1). Los Chargers, todavía en Los Ángeles, se adelantó la siguiente semana con una victoria frente a los New York Titans en la noche viernes, 21-7, y finalizó a 10-4-0. La ventaja de la División Este siempre la llevó Houston, a excepción de un revés de 14-13 a frente a Oakland el 25 de septiembre. En la semana 5, los Oilers vencieron de local a los Titanes 27-21 y desde entonces siempre lideró la división.
| Semana | Este              |        | Oeste              |        |
| ------ | ----------------- | ------ | ------------------ | ------ |
| 1      | Empate (Hou, NYT) | 1–0–0  | Empate (Den, LAC)  | 1–0–0  |
| 2      | Houston Oilers    | 2–0–0  | Denver Broncos     | 2–0–0  |
| 3      | Empate (Hou, NYT) | 2–0–0  | Empate (DalT, Den) | 2–1–0  |
| 4      | New York Titans   | 3–1–0  | Denver Broncos     | 3–1–0  |
| 5      | Houston Oilers    | 3–1–0  | Denver Broncos     | 3–1–0  |
| 6      | Houston Oilers    | 4–1–0  | Denver Broncos     | 3–2–0  |
| 7      | Houston Oilers    | 5–1–0  | Denver Broncos     | 4–2–0  |
| 8      | Houston Oilers    | 5–2–0  | Empate (Den, LAC)  | 4–3–0  |
| 9      | Houston Oilers    | 6–2–0  | L.A. Chargers      | 5–3–0  |
| 10     | Houston Oilers    | 6–3–0  | L.A. Chargers      | 6–3–0  |
| 11     | Houston Oilers    | 7–3–0  | L.A. Chargers      | 6–4–0  |
| 12     | Houston Oilers    | 6–3–0  | L.A. Chargers      | 7–4–0  |
| 13     | Houston Oilers    | 8–4–0  | L.A. Chargers      | 8–4–0  |
| 14     | Houston Oilers    | 9–4–0  | L.A. Chargers      | 9–4–0  |
| 15     | Houston Oilers    | 10–4–0 | L.A. Chargers      | 10–4–0 |

## Temporada regular

### Resultados
| Local/Visitante | Local/Visitante      | División Este | División Este | División Este | División Este | División Oeste | División Oeste | División Oeste | División Oeste |
| Local/Visitante | Local/Visitante      | BOS           | BUF           | HOU           | NY            | DAL            | DEN            | LA             | OAK            |
| --------------- | -------------------- | ------------- | ------------- | ------------- | ------------- | -------------- | -------------- | -------------- | -------------- |
| Este            | Boston Patriots      |               | 0–13          | 10–24         | 38–21         | 42–14          | 10–13          | 16–45          | 34–28          |
| Este            | Buffalo Bills        | 38–14         |               | 25–24         | 13–17         | 28–45          | 21–27          | 10–24          | 38–9           |
| Este            | Houston Oilers       | 37–21         | 31–23         |               | 27–21         | 20–10          | 20–10          | 38–28          | 13–14          |
| Este            | New York Titans      | 24–28         | 27–3          | 28–42         |               | 41–35          | 28–24          | 7–21           | 27–28          |
| Oeste           | Dallas Texans        | 34–0          | 24–7          | 24–0          | 35–37         |                | 34–7           | 17–0           | 19–20          |
| Oeste           | Denver Broncos       | 31–24         | 38–38         | 25–45         | 27–30         | 14–17          |                | 19–23          | 31–14          |
| Oeste           | Los Angeles Chargers | 0–35          | 3–32          | 24–21         | 50–43         | 21–20          | 41–33          |                | 52–28          |
| Oeste           | Oakland Raiders      | 27–14         | 20–7          | 22–37         | 28–31         | 16–34          | 48–10          | 17–41          |                |

### Tabla de posiciones
V = Victorias, D = Derrotas, E = Empates, CTE = Cociente de victorias, PF= Puntos a favor, PC = Puntos en contra
| Campeón de Division |

| Houston Oilers  | 10 | 4 | 0 | .714 | 379 | 285 |
| New York Titans | 7  | 7 | 0 | .500 | 382 | 399 |
| Buffalo Bills   | 5  | 8 | 1 | .385 | 296 | 303 |
| Boston Patriots | 5  | 9 | 0 | .375 | 286 | 349 |

| Los Angeles Chargers | 10 | 4 | 0 | .714 | 373 | 336 |
| Dallas Texans        | 8  | 6 | 0 | .571 | 362 | 253 |
| Oakland Raiders      | 6  | 8 | 0 | .429 | 319 | 388 |
| Denver Broncos       | 4  | 9 | 1 | .308 | 309 | 393 |

Nota: Los juegos empatados no fueron contados oficialmente en la tabla de posiciones hasta 1972

## Juego de Campeonato
- Houston Oilers 24, Los Angeles Chargers 16, 1 de enero de 1961, Jeppesen Stadium, Houston, Texas